# 효제동
효제동(孝悌洞)은 서울특별시 종로구에 있는 법정동으로, 행정동인 종로5·6가동 아래에 있다.

## 지명 유래
효제동이라는 지명의 유래에는 세 가지 설이 있다. 그 중 하나가 조선 제17대 조선에 관한 것인데, 부왕에 대한 효도와 형제간에 대한 우애가 지극했던 효종의 잠저(어의궁)가 있던 곳이 효제동이라는 설이다. 이를 근거로, 1914년 일제는 유교에서 중요시되는 '효'(孝)와 우애라는 뜻의 '제'(悌)를 합해 효제동이라는 동명을 만들었다.

## 연혁
- 1914년 : 여러 동을 효제동(孝悌洞)으로 통합
- 1936년 4월 : 효제정(孝悌町)으로 변경
- 1943년 6월 : 신설된 종로구에 배속
- 1946년 10월 1일 : 효제동으로 변경

## 교육
- 서울효제초등학교